# HD 208897
HD 208897 — звезда в созвездии Пегаса. Находится на расстоянии 211 световых лет от Земли. Вокруг звезды обращается, как минимум, одна экзопланета.

## Характеристики
HD 208897 относится к спектральному классу K0. Масса звезды составляет примерно 1,25 M☉; радиус — 4,98 R☉. Температура поверхности — 4860 K. Светимость звезды оценивается в 12,3 L☉.
Звезда не видна невооружённым глазом — её видимая звёздная величина составляет 6,51.

## Планетная система
В 2017 году у HD 208897 была открыта экзопланета HD 208897 b. Масса планеты составляет 1,194 MJ. Она обращается на расстоянии 1,063 а. е. от родительской звезды; период обращения составляет 358,27 суток. Это первая экзопланета, открытая по наблюдениям на российско-турецком телескопе RTT150. К открытию планеты были причастны астрономы Казанского университета.